# Lucius Domitius Paris
Der Schauspieler Lucius Domitius Paris († 67 n. Chr.) war Sklave und später Freigelassener von Domitia Lepida, der Tante des römischen Kaisers Nero. 
Als Schauspieler erregte Paris die Aufmerksamkeit des vom Theaterbetrieb begeisterten Nero und erlangte durch dessen Gunst so großen Einfluss am Kaiserhof, dass er 55 n. Chr. sogar die Kaiserinmutter Agrippina ungestraft eines Umsturzversuches bezichtigen konnte.
Im Jahre 67 kam es aufgrund eines Streites zum Zerwürfnis mit Nero, der Paris daraufhin hinrichten ließ.